# Rudolf Matthaei
Rudolf Matthaei (ur. 10 listopada 1895, zm. 17 kwietnia 1918) – niemiecki as myśliwski z czasów I wojny światowej z 10 potwierdzonymi zwycięstwami powietrznymi. Dowódca Jagdstaffel 46.

## Życiorys
Służbę wojskową rozpoczął 13 lutego 1914 roku w 46 Saksońskim Pułku Artylerii. Po wybuchu I wojny światowej razem z jednostką walczył we Francji. W kwietniu 1915 roku został promowany na stopień podoficerski. W maju został wysłany na front wschodni gdzie został przydzielony do 79 Pułku Artylerii jako oficer. We wrześniu 1915 roku powrócił do Francji, a na początku 1916 roku został skierowany na szkolenie pilotażu. Od października 1916 roku Rudolf Matthaei został przydzielony do jednostki frontowej Kasta 9. W styczniu i lutym 1917 roku przeszedł szkolenie pilotażu na samolotach myśliwskich i w ostatnich dniach lutego został przydzielony do eskadry myśliwskiej Jagdstaffel 21. Pierwsze zwycięstwo powietrzne odniósł 24 marca nad balonem obserwacyjnym. W jednostce odniósł 3 zwycięstwa i w czerwcu został przeniesiony do Jagdstaffel 5. W jednostce służył do początku grudnia 1917 roku odnosząc w niej 6 potwierdzonych zwycięstw. 
11 grudnia został przeniesiony na stanowisko pierwszego dowódcy nowo utworzonej eskadry myśliwskiej Jagdstaffel 46. W jednostce służył cztery miesiące odnosząc swoje 10 i ostatnie zwycięstwo 21 lutego. Zginął w wypadku lotniczym 17 kwietnia. Pilotowany przez niego samolot Pfalz D.III spadł w czasie lotu nad lotniskiem eskadry. Rudolf Matthaei w krytycznym stanie został wyciągnięty z wraku samolotu, zmarł tego samego dnia w nocy. Został pochowany w rodzinnym Hildesheim.

## Odznaczenia
- Krzyż Żelazny I Klasy
- Krzyż Żelazny II Klasy